# Tsering Gyaltong
Tsering Gyaltong (tibétain : ཚེ་རིང་རྒྱལ་མཐོང, Wylie : tshe ring rgyal mthong) né en 1914 dans le village de Chone, dans la province tibétaine de l'Amdo et mort le 7 mai 2008 à Toronto au Canada est un résistant et un homme politique tibétain. 

## Biographie
Il est placé dans un monastère local à un jeune âge pour étudier et rejoint le monastère de Sermey à Lhassa. Il quitte la vie monastique pour des activités de commerce l’amenant à voyager entre le Tibet et les pays voisins. Il rencontré sa femme Tsering Dolma Gyaltong à Lhassa.
En 1951, au début de l'invasion chinoise du Tibet, Tsering Gyaltong rejoint la résistance tibétaine. En 1957, Gyaltong entreprend de transporter secrètement des documents du gouvernement tibétain hors du Tibet en Inde, et les remet aux hauts fonctionnaires du gouvernement tibétain à Kalimpong. En raison de fuite, sa famille et sa maison sont surveillées par des espions chinois. En 1958, Tsering Gyaltong organise la fuite de sa femme et de ses trois enfants hors du Tibet. De 1958 à 1963, il poursuit ses activités de résistance en rejoignant le Comité du bien-être social tibétain à Kalimpong, tout initiant une entreprise de fabrication de nouilles pour subvenir aux besoins de sa famille.
En 1964, il est nommé vice-ministre de l'Intérieur avec le ministre Wangdue Dorjee (1964 - 1966) par le dalaï-lama. En 1965, il est rejoint par sa femme et ses enfants à Dharamsala et en 1966, son quatrième enfant y est né. En 1967, il est nommé pour établir et gérer le ministère des Finances du gouvernement tibétain en exil, un portefeuille qu'il a occupé jusqu'à son émigration avec sa famille au Canada en 1972.
Il est mort le 7 mai 2008 à Toronto, au Canada.

## Autre lecture
- (en) Life history of the former cabinet minister Gyaltong Tsering, Tsering Dolma